# Житомирський Олександр Матвійович
Олександр Матвійович Житомирський (нар. 11 (23) травня 1881, Херсон — пом. 16 грудня 1937, Ленінград) — російський і радянський композитор та музичний педагог.

## Біографія
Починав вчитися музиці як скрипаль — спочатку в Одесі у Еміля Млинарського, потім у 1898—1900 рр. у Відні у Карла Прилля.
У 1910 році закінчив Петербурзьку консерваторію по класу композиції у Анатолія Лядова, по класу інструментовки у Миколи Римського-Корсакова. Також навчався у ОЛександра Глазунова і Миколи Соловйова. З 1914 року і до кінця життя викладав там же, з 1919 року професор; вів класи інструментування, контрапункту, композиції, музичної форми.
На думку Євгенія Браудо Житомирський — «великий теоретик, педагог корсаковської школи». Серед його учнів — композитори Андрій Баланчивадзе, Олександр Веприк, Христофор Кушнарьов, Михайло Чулакі, Павло Берлінський, Михайло Юдін; диригенти Олександр Гаук, Олександр Мелік-Пашаєв. У своїх спогадах співак і музичний діяч Сергій Левік зазначив, що Житомирський «був не тільки прекрасним викладачем теорії композиції, але мав диригентські здібності, був на рідкість прямолінійною та принциповою людиною і мав практичний розум».
Замолоду був знайомий з Юлієм Енгелем і брав участь у роботі заснованого останнім Товариства єврейської народної музики, створив ряд обробок єврейських народних пісень.
У 1920-ті роки, крім викладання працював консультантом Ленінградського театру опери і балету. На думку того ж Сергія Левіка на початку 1920-х років, розглядався як кандидат на посаду директора Ленінградської філармонії. Кандидатура була відхилена, оскільки Житомирський категорично уникав рукостискань (після того, як таким чином заніс у будинок скарлатину). Михайло Чулакі згадував, що «ця манія <…> одного разу навіть ледь не стала приводом для дипломатичних ускладнень під час відвідування консерваторії однією іноземною делегацією».
Помер Олександр Житомирський в 1937 році, похований на Нікольському кладовищі Олександро-Невської лаври.

## Музичні твори
- «Симфонічна поема» (1915).
- «Героїчна поема пам'яті полеглих за Великий Жовтень» (1933).
- Поема «Весняне» (пам'яті М. А. Римського-Корсакова, 1933).
- Оркестрова сюїта (1929).
- «Скорботна хода» (пам'яті С. М. Кірова, 1935).
- Концерт для скрипки з оркестром (1937).
- Струнний квартет (1923).
- «Анданте» для скрипки і фортепіано.
- «Елегія» для віолончелі та фортепіано.
- Сім російських народних пісень з варіаціями для голосу і струнного квартету.
- Романси на слова Поля Верлена, Альфреда де Мюссе та інших поетів.
- Обробки єврейських пісень для 3-голосного хору і для голосу з фортепіано.